# Tradicionalna kineska medicina
Tradicionalna kineska medicina (TKM) (tradicionalni kineski: 中醫; simplificirani kineski: 中医; pinyin: Zhōngyī; približni izgovor: džong-i) pojam je koji služi za označavanje tradicionalnih oblika medicine u Kini. Izraz označava načine liječenja koji se primjenjuju u povijesti kineske medicine staroj preko 2000 godina, nastaloj radom naraštaja pučkih liječnika, travara, itd.
Nije dio medicine, te se ne koristi službeno u Narodnoj republici Kini.
Stari su Kinezi vjerovali da ljudskim tijelom teče Qi, koncept koji nema znanstvene i medicinske temelje. Po njihovom vjerovanju, kada je čovjek zdrav, qi je u stanju ravnoteže, a bolest nastupa tek kao rezultat poremećaja te ravnoteže, što je u suprotnosti sa saznanjima medicine i znanosti o uzrocima bolesti i poremećaja čovjeka (germinativna teorija bolesti, genetske bolesti i poremećaji, trovanja, profesionalne bolesti, itd.) 